# Aparato Victor Meyer

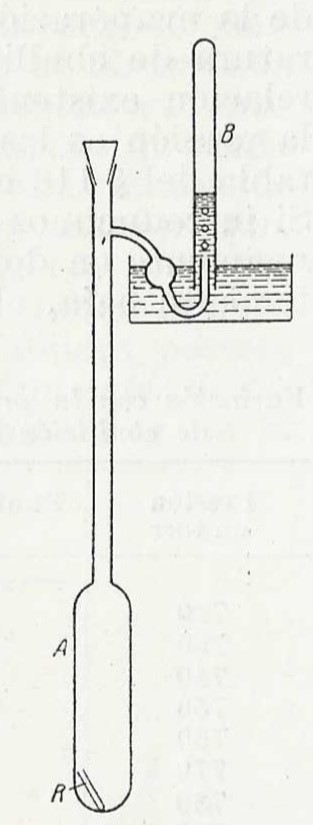
Aparato Víctor Meyer.

El Aparato Víctor Meyer (conocido también como método de Víctor Meyer) es un procedimiento para la determinación de densidades de vapor.

## Método
El método de Víctor Meyer es un procedimiento para la determinación de densidades de vapor, que consiste en introducir en un pequeño recipiente tubular de vidrio (R) una pequeña cantidad del cuerpo en estudio, sólido o líquido, susceptible de evaporarse, y de peso conocido.  Se introduce la muestra dentro de un recipiente de vidrio de mayor tamaño (A), previamente calentado a una temperatura suficientemente alta para que el cuerpo no solo se evapore sino que se aproxime al estado de gas perfecto, sellándolo inmediatamente. Para facilitar el manejo del tubo de muestra (R) se lo cierra con un tapón que pueda saltar con facilidad gracias a la presión interior.

El recipiente de vidrio de mayor tamaño (A) se comunica mediante una derivación o conducto a una probeta graduada de vidrio (B), invertida sobre un recipiente con agua, recogiéndose dentro de ella el volumen de vapor producido. Dividendo la masa de la sustancia, determinada anteriormente, por este volumen, se determina el peso específico y la densidad del vapor del cuerpo. Aplicando las leyes de los gases se puede determinar también el peso molecular.